# EURES
EURES steht für englisch EURopean Employment Services und ist ein im Jahr 1993 gegründetes, europaweites Netzwerk, das die innereuropäische Mobilität im Bereich des Arbeitsmarktes über Grenzen hinweg fördert. Zu den Partnern des Netzes gehören öffentliche Arbeitsverwaltungen, Gewerkschaften und Arbeitgeberverbände. Das Netz wird von der Europäischen Kommission koordiniert.

## Aufgaben
Die Aufgaben von EURES beinhalten folgende Elemente:
- Beratung und Information und andere Unterstützungsdienste für Arbeitnehmer und Arbeitgeber über Arbeitsmöglichkeiten, Arbeits- und Lebensbedingungen in Europa (EU/EWR/Schweiz)
- Hilfe für Arbeitgeber bei der Gewinnung von Arbeitskräften
- Spezielle Beratung für Arbeitgeber und Arbeitnehmer in Grenzregionen
- Abgleich von Stellenangeboten und Lebensläufen auf dem EURES-Portal
- Aktuelle Informationen über die Lebens- und Arbeitsbedingungen in den EURES-Ländern
- Spezielle Unterstützungsdienste für Grenzgänger und Arbeitgeber in Grenzregionen
- Unterstützung von Saisonarbeitnehmern und Arbeitgebern, die vorübergehend einen Arbeitsplatz in einem anderen Land suchen
- Unterstützung für bestimmte Gruppen durch gezielte Mobilitätsprogramme
- Organisation von Job Days in ganz Europa über die Plattform European (Online) Job Days[2]
- Sprachtraining und Unterstützung bei der Integration im Zielland
- Informationen über und Zugang zu Unterstützung nach der Vermittlung eines Arbeitsplatzes

Das EURES-Portal zur Suche und zum Angebot von Stellen steht in 26 Amtssprachen der EU bzw. des EWR zur Verfügung und kann sowohl durch Arbeitssuchende als auch durch Arbeitgeber kostenfrei genutzt werden.

## Gebiet
Das europaweite Netzwerk gliedert sich in die transnationale Zusammenarbeit zwischen den 27 EU-Staaten, Norwegen, Island und Liechtenstein und dem EFTA-Staat Schweiz und in regionale EURES-Grenzpartnerschaften. Derzeit bestehen 22 solcher Kooperationen:
- EuresChannel (BE-FR-UK)
- Scheldemond (BE-NL)

Karte der EURES-Grenzregionen

- EURES-EUREGIO Gronau/Enschede (DE-NL)
- EURES Maas-Rhin (BE-DE-NL)
- P.E.D. (BE-FR-LUX)
- EURES Saar-Lor-Lux-Rheinland-Pfalz (DE-FR-LUX)
- EURAZUR (FR-IT)
- Bayern – Tschechien (DE-CZ)
- Region Sønderjylland-Schleswig (DK-DE)
- Euregio Rhein-Waal (DE-NL)
- EURES interalp (DE-AT)
- Danubius (SK-HU)
- PYREMED/PIRIME (FR-ES)
- Northern Ireland/Ireland (IE-UK)
- EURES TransTirolia (IT-AT-CH)
- ØRESUND (DK-SV)
- Galicia/Região Norte (ES-PT)
- Oberrhein (FR-DE-CH)
- Tornedalen (SV-SF)
- EURES Bodensee (AT-CH-DE-FL)
- Euradria (IT-SI)
- Eures-T Beskydy (CZ-PL-SK)
- Pannonia (AT-HU)
- TriRegio (DE-PL-CZ)

(Stand 2009)